# Stazione di Urawa-Misono
La Stazione di Urawa-Misono (浦和美園駅?, Urawa-Misono-eki) è una stazione ferroviaria di Saitama, si trova a Midori-ku.

## Linee
- Ferrovia Rapida di Saitama

### Binari
| 1-2 | ■ Ferrovia Rapida di Saitama | Akabane-Iwabuchi, Meguro, Hiyoshi |

## Passeggeri
※al giorno
- 2003：2,500
- 2004：2,600
- 2005：2,900
- 2006：4,700
- 2007：5,300
- 2008：5,400
- 2009：5,081
- 2010：5,195
- 2011：5,201